# Pahuvere
Pahuvere est un village de la municipalité de Viljandi vald (jusqu'en 2017 municipalité de Tarvastu) dans le comté de Viljandimaa en Estonie.
Johannes Semper est né à Pahuvere.